# Classe Cheonji
La classe Cheonji (en coréen :천지급 군수지원함, en hanja :天池級軍需支援艦) est une classe de navire auxiliaire de type Fast combat support ship (AOE, système de désignation des bâtiments de l'US Navy) de la marine de la République de Corée (ROKN).

## Historique
Après la guerre de Corée, la marine coréenne a acheté et exploité de petits navires de ravitaillement des années 1960 aux années 1980. Ces navires étaient obsolètes en raison d'une opération prolongée, ce qui a forcé leur retraite à partir de la fin des années 1970. Alors que la demande d'opérations maritimes augmentait de jour en jour, la Marine avait besoin de navires pour terminer les missions. 
À partir du milieu des années 80, la marine coréenne a proposé de construire des navires de soutien au combat au niveau national. De 1988 à 1990, le premier navire de soutien au combat, plus tard nommé Cheonji, a été construit par Hyundai Heavy Industries et lancé en 1990. Les Daecheong et Hwacheon ont été construits et lancés sept ans plus tard. Après la mise en service dans les années 1990, ils ont considérablement augmenté la capacité d'opération océanique de la marine coréenne, en particulier dans les domaines étrangers. Ils ont participé à des événements en utilisant leur large plate-forme et ont contribué au développement des relations civilo-militaires.
Alors que les besoins des navires de soutien augmentaient, la Marine a conçu les navires de la classe Soyang en 2016, sur la base de la classe Cheonj.

### Conception
Les navires de la classe Cheonji étaient les plus grands navires de la marine coréenne avant la construction de la classe Dokdo. Ils peuvent charger environ 4.800 tonnes de marchandises, à l'exclusion de l'approvisionnement du navire. 
Outre leur artillerie, chaque navire dispose d'un dispositif électromagnétique infrarouge anti-missile (Directional Infrared Counter Measures (en)), offrant une autodéfense contre les navires ennemis. 
Les systèmes de ravitaillement sont situés à gauche et à droite, pour alimenter deux navires à la fois. À l'arrière, il est possible de ravitailler à la fois la classe Cheonji et d'autres navires en utilisant des hélicoptères Sikorsky UH-60 Black Hawk.La caractéristique la plus distinctive est qu'il est très adaptable et peut transporter des fournitures vers des ports sans installations de manutention de cargaison.

## Unités
| Nom            | N° coque | Constructeur             | Lancement | Mise en service | Photo |
| -------------- | -------- | ------------------------ | --------- | --------------- | ----- |
| ROKS Cheonji   | AOE-57   | Hyundai Heavy Industries | 1990      | 1991            |       |
| ROKS Daecheong | AOE-58   | Hyundai Heavy Industries | 1997      | 1997            |       |
| ROKS Hwacheon  | AOE-59   | Hyundai Heavy Industries | 1997      | 1998            |       |